# Harley Quinn (Fernsehserie)
Harley Quinn ist eine US-amerikanische Zeichentrickserie über die gleichnamige Protagonistin. Die Pilotfolge wurde vom Streamingdienst DC Universe am 29. November 2019 veröffentlicht. Die zweite Staffel startete am 3. April 2020. Seit dem 29. September 2021 strahlt Warner TV Comedy die erste Staffel im deutschsprachigen Raum aus.
Am 19. September 2020 verlängerte HBO Max die Serie um eine dritte Staffel. Im November 2023 verlängerte HBO Max die Serie um eine fünfte Staffel.

## Handlung

### Staffel 1
Die Serie handelt von den Abenteuern von Harley Quinn. Nachdem sich der Joker von ihr getrennt hat, versucht sie der Legion of Doom beizutreten. Gemeinsam mit Poison Ivy gründet sie ihr eigenes Team, das neben den beiden aus Clayface, Doctor Psycho, King Shark und Sy Borgman besteht, und will eine bekannte Schurkin werden. Als sie ihr Ziel erreicht hat distanziert sie sich von ihrem Team und wird vom Joker, der Gotham eingenommen hat, immer noch nicht ernst genommen. Am Ende gelingt es Harley mit ihrem Team den Joker zu stürzen, was allerdings auch zu der Zerstörung von Gotham führt. Im Verlauf der Staffel verliebt sich Poison Ivy außerdem in Kite Man und es kommt zu Kämpfen mit Batman.

### Staffel 2
In der zweiten Staffel wird Gotham von dem Rest der USA isoliert und von der neugegründeten Injustice League geführt, die die Stadtteile an die Schurken Bane, Pinguin, Riddler, Two-Face und Mr. Freeze aufgeteilt hat. Harley weigert sich der Injustice League beizutreten und versucht, nachdem ihr Plan, die Anarchie aufrechtzuerhalten, am Widerstand der Injustice League gescheitert war, mit ihrem Team Gotham zurückzugewinnen, indem sie mit ihrem Team die anderen Schurken besiegt. Sowohl der Joker und Batman haben überlebt, wobei der Joker seine Erinnerungen verlor und Batman noch kampfunfähig ist, weswegen Batgirl für ihn einspringt, die von James Gordon unterstützt wird.

### Staffel 3
In der dritten Staffel von Harley Quinn kehren Harley und Poison Ivy nach ihrer gemeinsamen „Eat. Bang! Kill!“-Tour als Paar nach Gotham zurück. Während Ivy daran arbeitet, die Stadt in ein grünes Paradies zu verwandeln, stürzt sich Harley in chaotische Abenteuer mit ihrem alten Team. Batman, die Bat-Family und sogar ein politisches Duell zwischen Joker und James Gordon rücken in den Mittelpunkt. Zwischen Filmkarrieren, Zombie-Chaos, geheimen Partys und persönlichen Krisen stellt sich Harley zunehmend die Frage, ob sie überhaupt noch eine Schurkin ist. Gleichzeitig wird die Beziehung zu Ivy weiter vertieft und auf die Probe gestellt.

### Staffel 4
In Staffel 4 von Harley Quinn führt Ivy als neue Chefin die Legion of Doom, während Harley versucht, in der Bat-Family eine Heldin zu werden – was nicht ohne Fehltritte klappt. Ivy muss sich gegen Intrigen von Lex Luthor und Bane behaupten, Harley gerät in Konflikt mit Talia al Ghul, und das Rätsel um Nightwings Tod wird gelöst. Am Ende schließen sich Harley, Ivy, Batgirl und Catwoman zu den Gotham City Sirens zusammen, während Nebenfiguren wie Clayface, King Shark und Bane eigene Geschichten erleben.

### Staffel 5
In Staffel 5 von Harley Quinn ziehen Harley und Ivy nach Metropolis. Während Ivy bei der Green Initiative startet, muss Harley sich mit Alltagschaos und neuen Bekanntschaften herumschlagen. Gemeinsam mit alten und neuen Verbündeten stellen sie sich schließlich Brainiac, um Metropolis zu retten – dabei kommt auch ihre Beziehung auf die Probe.

## Synchronisation
| Figur                              | Englischer Darsteller | Deutscher Synchronsprecher |
| ---------------------------------- | --------------------- | -------------------------- |
| Dr. Harleen Quinzel / Harley Quinn | Kaley Cuoco           | Cathlen Gawlich            |
| Dr. Pamela Isley / Poison Ivy      | Lake Bell             | Gabrielle Pietermann       |
| Joker / Basil Karlo (Clayface)     | Alan Tudyk            | Dennis Schmidt-Foß         |
| Bruce Wayne / Batman               | Diedrich Bader        | Wolfgang Wagner            |
| Edward Nigma / Riddler             | Jim Rash              | Rainer Fritzsche           |
| Nanaue / King Shark                | Ron Funches           | Tim Schwarzmaier           |
| Commissioner James Gordon          | Christopher Meloni    | Hans Bayer                 |
| Dr. Edgar Cizko / Doctor Psycho    | Tony Hale             | Gerald Schaale             |
| Bane                               | James Adomian         | Gabriel Merz               |
| Frank die Pflanze                  | J. B. Smoove          | Axel Malzacher             |
| Kite Man                           | Matt Oberg            | Boris Tessmann             |
| Sy Borgman                         | Jason Alexander       | Axel Lutter                |
| Alfred Pennyworth                  | Tom Hollander         | Axel Malzacher             |
| Nora Freeze                        | Rachel Dratch         | Jasmin Arnoldt             |
| Two-Face                           | Andrew Daly           | Matthias Klages            |
| Lex Luthor                         | Giancarlo Esposito    | Thomas Nero Wolff          |
| Superman                           | James Wolk            | Benjamin Stöwe             |
| Nightwing                          | Harvey Guillén        | Martin Bonvicini           |
| Catwoman                           | Sanaa Lathan          | Christin Marquitan         |
| Damian Wayne / Robin               | Jacob Tremblay        | Ben Hadad                  |

## Hintergrund
Am 20. November 2017 wurde bekannt gegeben, dass das zu dem Zeitpunkt in Entwicklung befindliche Streaming-Portal mit Inhalten von DC Comics, das später DC Universe benannt wurde, unter der Produktion von Jennifer Coyle 26 halbstündige Folgen über die Figur Harley Quinn bestellt hat. Als involvierte Produktionsunternehmen wurden Ehsugadee Productions und Warner Bros. Animation genannt. Harley Quinn wurde als animierte Action-Comedyserie für Erwachsene angekündigt, die von Justin Halpern, Patrick Schumacker und Dean Lorey geschaffen wurden und die auch die Drehbücher verfassten. Gemeinsam mit Sam Register sollten sie auch als Executive Producer fungieren. Im Oktober 2018 stieß Kaley Cuoco mit ihrem Produktionsunternehmen Yes, Norman Productions zum Produktionsteam hinzu.
Für die englischsprachige Synchronisation der Serie ist Charlie Adler verantwortlich. Ursprünglich sollte Harley Quinn durch Margot Robbie, die Quinn im DC Extended Universe verkörpert, synchronisiert werden. Im Oktober 2018 wurde jedoch bekannt gegeben, dass Kaley Cuoco diese Rolle für die Serie übernehmen wird.
Im Juni 2018 wurde die Serienpremiere für 2019 angekündigt und im folgenden Oktober der Release-Termin auf Oktober 2019 präzisiert. Die Veröffentlichung der letzten Episode wurde für Anfang 2020 angekündigt. Am 4. Oktober 2019 wurde die Veröffentlichung jedoch auf den 29. November 2019 verschoben. Vor der Veröffentlichung wurde sowohl auf der New York Comic-Con als auch auf der San Diego Comic-Con 2019 ein Trailer zur Serie veröffentlicht.

## Rezeption
Die Serie erhielt überwiegend positive Kritiken mit 87 von 100 Punkten auf Rotten Tomatoes und einem Metascore von 82 von 100 Punkten. Der Hollywood Reporter lobt das gut geschriebene Drehbuch, den Humor und nostalgischen Charakter der Serie. Variety sieht den Erfolg vor allem in dem Charme eines Samstagmorgencartoons, der aber durch die unzensierte Gewaltdarstellung zeigt, dass sich an ein erwachsenes Publikum gerichtet wird. Dabei wird Harley Quinn als eine Person dargestellt, die ihren eigenen Weg und ihre Unabhängigkeit vom Joker sucht, sich dabei aber oft naiv, lustig oder seltsam anstellt.